# Ramón Torralba
Ramón Torralba, né le 13 août 1895 à Ardisa et mort le 6 juin 1986 à León au Mexique, est un footballeur espagnol des années 1910 et 1920 qui joue au poste de milieu de terrain avec le FC Barcelone.

## Biographie
Ramón Torralba naît en Aragon mais il déménage avec sa famille en Catalogne dès l'âge de six mois. Il commence le football au RCD Espanyol de Barcelone
Après deux saisons dans le club barcelonais du FC Internacional (1912-1914), il est recruté en 1914 par le FC Barcelone où il reste jusqu'en 1928. Il joue au milieu du terrain aux côtés de joueurs tels que José Samitier et Agustín Sancho. Torralba est titulaire au Barça pendant 14 ans. Il détient pendant longtemps le record de matchs joués avec le Barça jusqu'à ce qu'il soit dépassé par Joan Segarra dans les années 1960. Au total, il joue 475 matchs et marque 16 buts entre 1914 et 1928.
Il met un terme à sa carrière le 1er juillet 1928 après un match d'hommage au stade des Corts. Il part ensuite vivre au Mexique.

## Palmarès
Avec le FC Barcelone :
- Vainqueur de la Coupe d'Espagne en 1920, 1922, 1925, 1926 et 1928
- 10 fois vainqueur du Championnat de Catalogne